# Antoine Vialon
Antoine Vialon (Paris, 17 décembre 1814 - Paris, 4 mars 1866) et un dessinateur, graveur, éditeur de musique et compositeur français.

## Biographie
Interprète musical, on lui doit un grand nombre d'œuvres vocales pour un, deux, trois ou quatre voix, avec ou sans accompagnement. Il laisse une très importante collection de Jianpu dont certaines ont obtenu des médailles dans des concours d'orphéonistes. Vialon fut un des premiers diffuseurs des technqiues de Pierre Galin.

## Œuvres
Il composa plus de 450 œuvres musicales, souvent pour piano, telles que des valses, des polkas etc. Parmi les plus connues :
- Fernanda, de Maurice Decourcelle, polka pour piano, 1850
- Fanchette, d'Achille Decombes, polka-mazurka sur une chansonnette de Camille de Vos, 1851
- Chanson de l'Oncle Tom, texte d'Oscar Comettant, Étude de salon, 1856
- Amour et mal de dents !, paroles d'Alexandre Flan, chant, 1859
- Le Biberon musical ! Harmoni-pompe à jet continu, paroles de Charles Delange, 1860